# Torre de Bollingen
La Torre de Bollingen es un edificio construido por el psiquiatra suizo Carl Gustav Jung, en apariencia un pequeño castillo con cuatro torres, situado en Bollingen, a orillas de la cuenca Obersee del Lago de Zúrich, Cantón de San Galo, Suiza.

## Historia

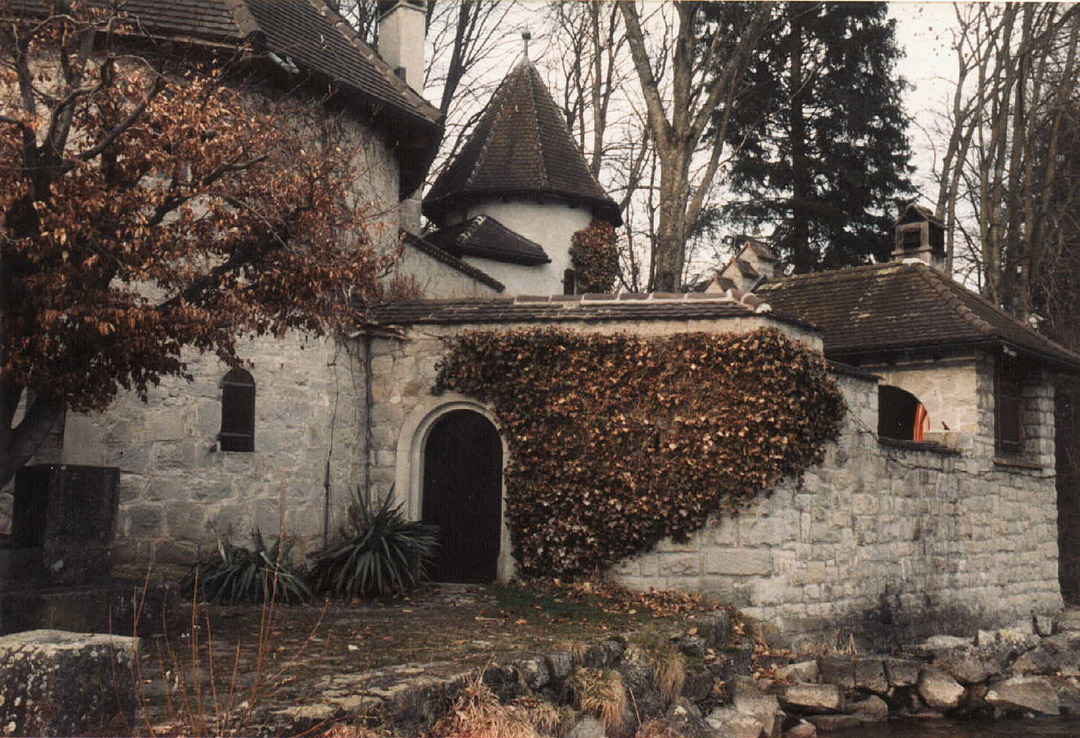
Entrada a la Torre.

A comienzos de la década de 1920 Jung buscó un lugar vinculado al desarrollo de su propio proceso de individuación. No se trataba por tanto de una casa vacacional en el sentido corriente del término. Comprendió que debía construir un refugio con sus propias manos. A diferencia de la casa de Küsnacht, proyectada por su primo Ernst Fiechter, el nuevo albergue no había de poseer el carácter de una casa de campo burguesa propia de un médico reputado, pero sí coincidir en su proximidad al agua, símbolo de la profundidad y de la vida del alma.
La fascinante isla del lago de Zúrich que visitó reiteradamente con su embarcación parecía constituir el lugar ideal, pero coincidentemente también estaba en venta un terreno perteneciente a un pequeño pueblo denominado Bollingen situado a orillas del lago. Finalmente compró la finca de este último en 1922, tras la muerte de su madre. En 1923 construyó sobre ella una torre circular de dos pisos. Era una estructura de piedra acondicionada para vivir en ella. Con posterioridad, en 1927, 1931 y 1935, a intervalos de cuatro años, fue añadiendo paulatinamente tres edificios laterales a la estructura central, resultando una construcción con cuatro partes interconectadas. Durante un período de doce años alzó los fundamentos de la Torre con miras a una representación en piedra de su comprensión de la estructura de la psique.
Un segundo piso fue añadido tras la muerte de la esposa de Jung en 1955, simbolizando una "extensión de la conciencia alcanzada en la vejez". Durante gran parte de su vida Jung pasó varios meses al año viviendo en Bollingen, y aquí logró gran parte de su escritura, pintura y escultura.
La residencia de Jung es ahora propiedad de un consorcio de la familia y no está abierta al público. La Fundación Bollingen, fundada en 1945, fue nombrada tras la residencia de Jung.

## Inscripciones
En 1950, con motivo de su 75 cumpleaños, Jung creó una estructura pétrea cúbica en la orilla del lago, justo al oeste de la torre, añadiendo una inscripción en tres de sus cuatro caras.
Una primera cara contiene una cita del Rosarium philosophorum:

Hic lapis exilis extat,
 pretio quoque vilis,
 spernitur a stultis,
 amatur plus ab edoctis.
Esta insignificante piedra
 apenas tiene valor.
 Los necios la desprecian
 mientras los sabios la codician.

y la dedicación

IN MEMORIAM NAT[ivitati]S DIEI LXXV
 C G JUNG EX GRAT[itudine] FEC[it] ET POS[uit] A[nn]O MCML.
En memoria de su 75 cumpleaños
 C.G. Jung por gratitud hizo y erigió [esta piedra], en el año 1950.

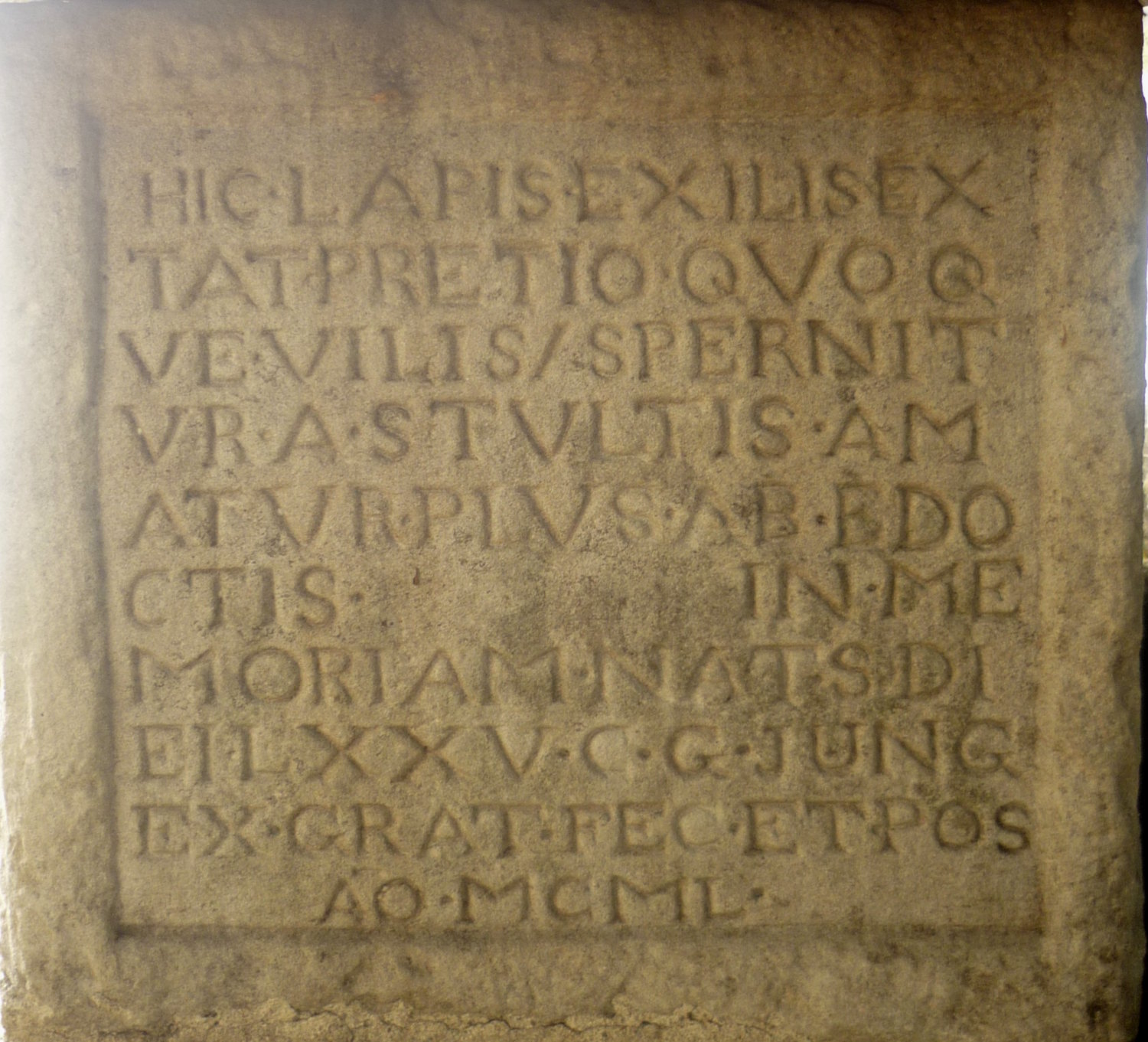
Cita del Rosarium y dedicación.

Una segunda cara del cubo incluye una representación de la figura de Telesforo, un enano u homúnculo provisto de una linterna y vistiendo una capa con capucha, rodeado por una inscripción griega:

«Ὁ Αἰὼν παῖς ἐστι παίζων, πεττεύων· παιδὸς ἡ βασιληίη» · Τελεσφόρος διελαύνων τοὺς σκοτεινοὺς τοῦ κόσμου τόπους, καὶ ὡς ἀστὴρ ἀναλάμπων ἐκ τοῦ βάθους, ὁδηγεῖ «παρ' Ἠελίοιο πύλας καὶ δῆμον ὀνείρων».

La inscripción dice:

El tiempo es un niño, jugando como un niño, jugando en un tablero, el reino del niño.
 Este es Telésforo que vaga por las regiones oscuras de este cosmos y brilla como una estrella en las profundidades.
 Él señala el camino a las puertas del sol y a las tierras de los sueños.

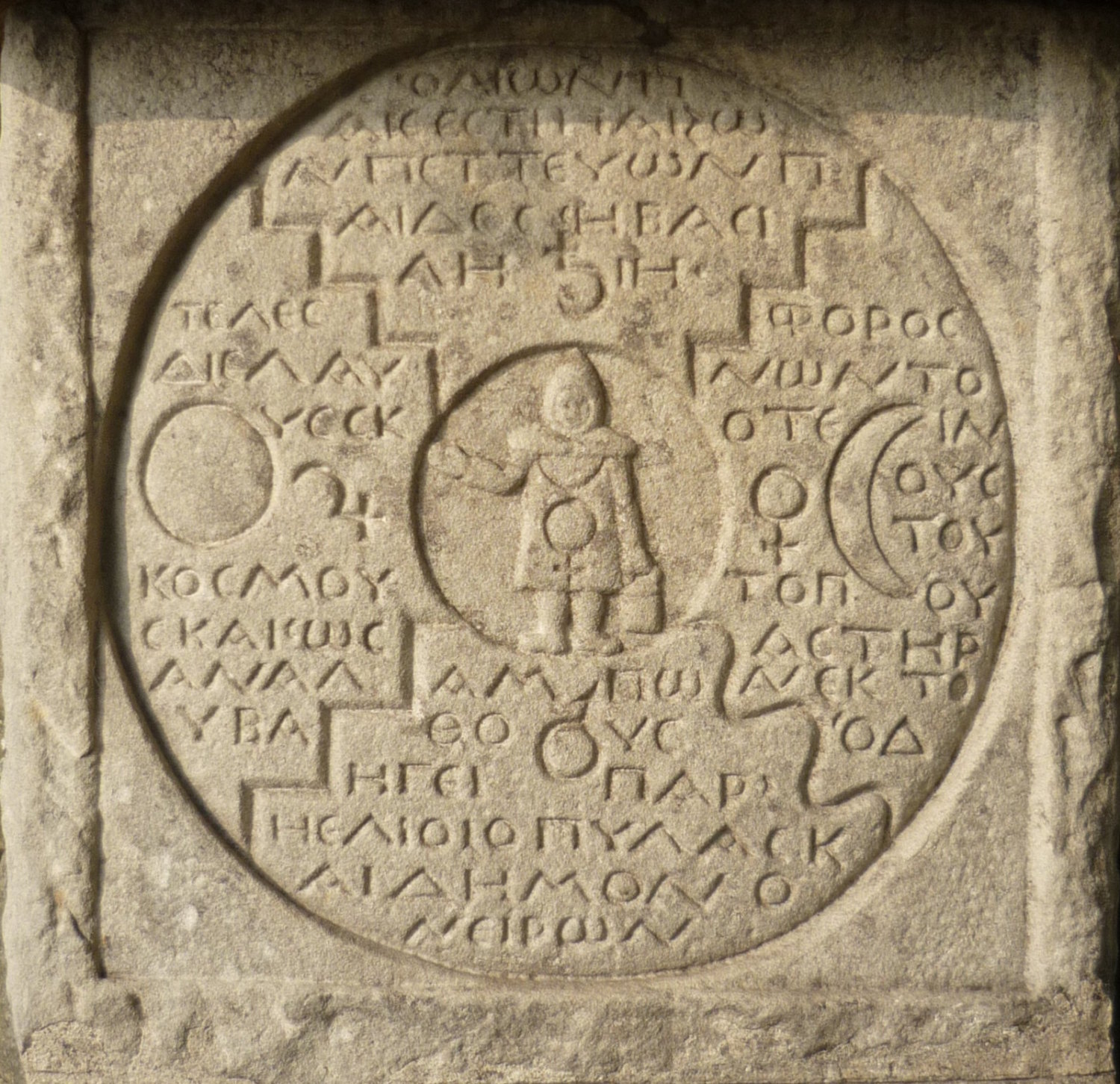
Telesforo rodeado de una inscripción griega e insertos en un mándala alquímico.

La primera frase es un fragmento de Heráclito [H. Diels, Die Fragmente der Vorsokratiker (Fragmentos de los presocráticos), 1903, fragmento 52].
La segunda frase alude a la liturgia de Mitra (A. Dieterich, Eine Mithrasliturgie, Leipzig y Berlín, 1923, p. 9.).
La última frase es de Homero (Odisea, canto 24, verso 12).
Esta segunda cara contiene también un mándala de cuatro partes con significación alquímica. La parte superior del mandala está dedicada a Saturno, la inferior a Marte, la izquierda al Sol-Júpiter [hombre] y la derecha a la Luna-Venus [mujer].
La tercera cara del cubo es la que da al lago. Lleva una inscripción en latín de dichos que, según Jung, "son citas de la alquimia".

Yo soy un huérfano solitario; sin embargo, se me encuentra en todas partes. Yo soy uno, pero opuesto a mí mismo. Soy joven y viejo a la vez. No he conocido padre ni madre, porque han tenido que sacarme del mar como a un pez, o caí como una piedra blanca desde el cielo. Por bosques y montañas paseo, pero estoy oculto en lo más íntimo del alma del hombre. Soy mortal para todos, sin embargo no me afecta el ciclo de los eones.

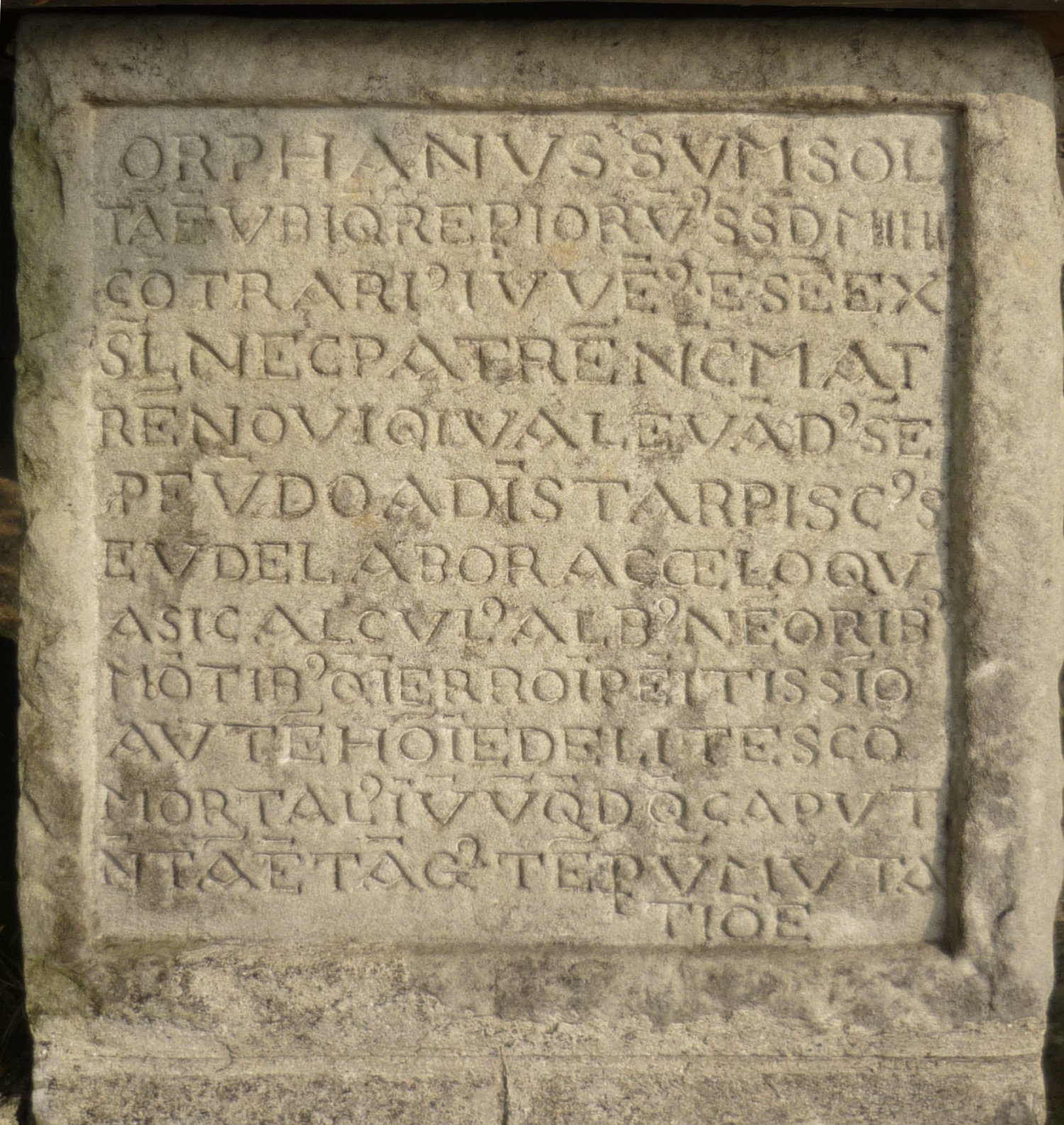
Inscripción latina.

Y respecto de la cuarta cara, aparentemente desapercibida al hallarse cubierta de huellas de martillazos, pregunta Jung a su colaboradora Aniela Jaffé:

¿Sabe usted qué quería esculpir del otro lado de la piedra? ¡«Le cri de Merlin» [El grito de Merlín]! Pues lo que la piedra expresa, me recuerda la manifestación de Merlín desde el bosque cuando ya habíá huido del mundo. Los hombres aún escuchan sus llamadas, según la leyenda, pero no pueden entenderlo o explicarlo.

## Otras torres vinculadas a la Torre de Bollingen
- Próxima a la Torre de Bollingen se alza a su vez una edificación similar de la discípula de Jung Marie-Louise von Franz.
- La que fuera paciente de Jung, Christiana Morgan, y que protagonizó su seminario Visiones, también se construyó una torre similar, vinculada a su proceso de individuación, esta vez en Newbury, Massachusetts, Estados Unidos, a la que denominó Torre del pantano.